# Heather Fell
Heather Fell (Tavistock, 3 marzo 1983) è una pentatleta britannica.

## Palmarès
In carriera ha conseguito i seguenti risultati:
- Giochi Olimpici:

Pechino 2008: argento nell'individuale.
- Mondiali:

Budapest 2008: argento nella gara a squadre e nella staffetta.
Londra 2009: argento nella gara a squadre.
Chengdu 2010: argento nella gara a squadre.
Roma 2012: oro nella gara a squadre.
- Europei

Riga 2007: oro nella staffetta, argento nell'individuale.
Lipsia 2009: argento nell'individuale.
Debrecen 2010: bronzo nella gara a squadre.
Sofia 2012: argento nella gara a squadre, bronzo nella staffetta.